# Nigel Keay
Nigel Keay (født 13. juni 1955 i Palmerston North, New Zealand) er en new zealandsk komponist og bratschist. Keay hører til den nye unge generation af betydelige new zealandske komponister. Keay flyttede i 1998 til Paris, hvor han siden har levet som freelancekomponist.
Han har komponeret to symfonier, orkesterværker, operaer, koncertmusik etc.

## Udvalgte værker
- Symfoni nr. 1 "Tre billeder af Java" (1989) - for strygeorkester
- Symfoni nr. 2 (i fem satser) (1996) - for orkester
- "Sats" (1985) - for orkester
- "Fanfare" (1995) - for orkester
- "Rituel dans for den utilgængelige skygge" (1993) (Symfonisk digtning) - for orkester
- Ved høgens brønd"  (1992) - opera